# Schinkel (Szlezwik-Holsztyn)
Schinkel – miejscowość i gmina w Niemczech, w kraju związkowym Szlezwik-Holsztyn, w powiecie Rendsburg-Eckernförde, wchodzi w skład urzędu Dänischer Wohld.